# Bahnhof Vallorbe

Der Bahnhof Vallorbe ist der Bahnhof der Ortschaft Vallorbe im Schweizer Kanton Waadt. Ein erster Bahnhof bestand bereits seit 1. Juli 1870. Der heutige Durchgangsbahnhof, ein Kulturgut von nationaler Bedeutung, wurde als Ersatz für den früheren Kopfbahnhof errichtet und 1913 dem Betrieb übergeben.

## Lage

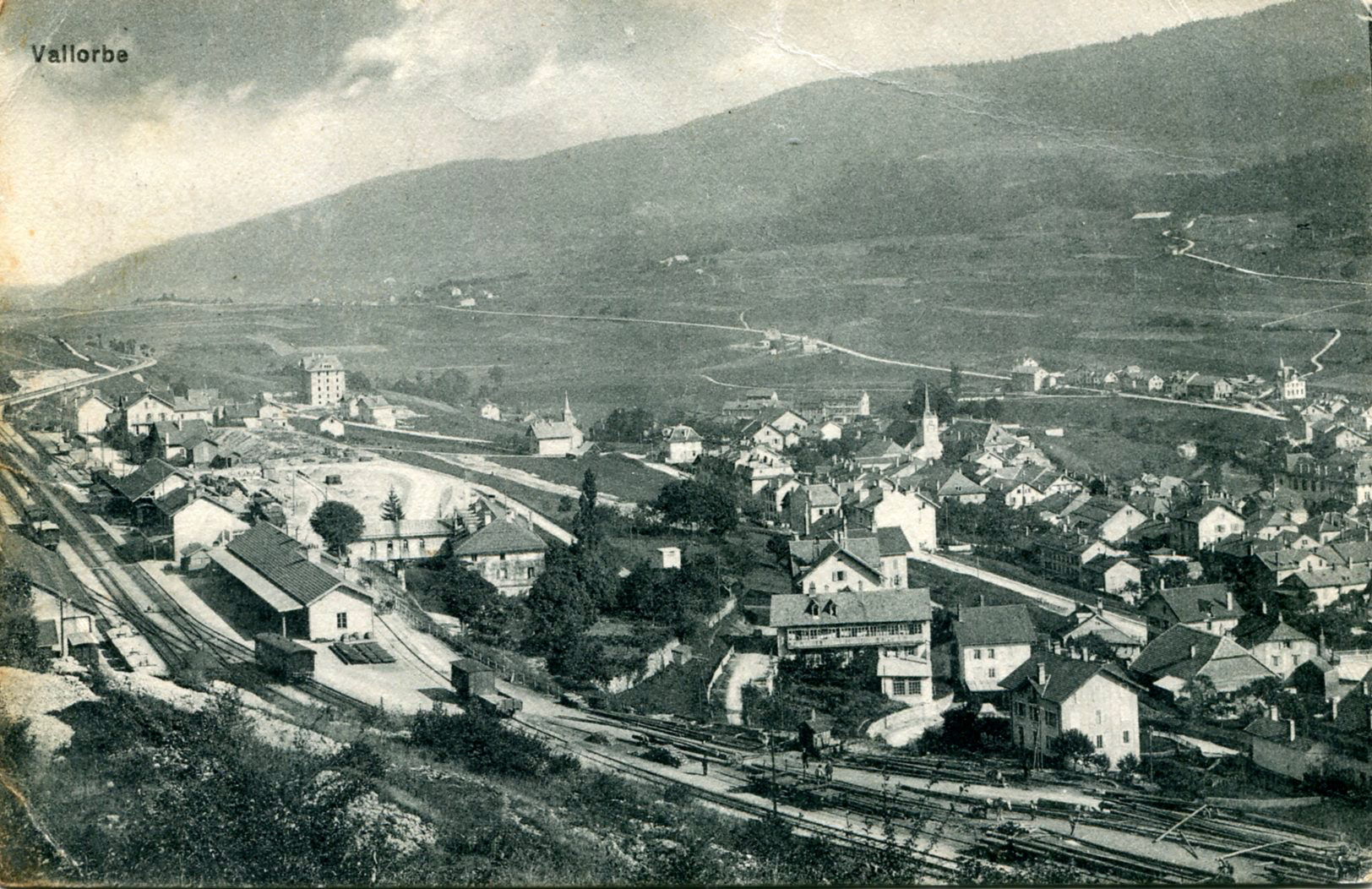
Kopfbahnhof Vallorbe oberhalb des Städtchens. Hinten links ist das Bahntrassee nach Le Day–Lausanne erkennbar.

Der Bahnhof Vallorbe ist der Grenzbahnhof zwischen der Schweizer Bahnlinie Lausanne–Vallorbe und der französischen Bahnstrecke Vallorbe–Dijon. In Vallorbe halten die von Lausanne nach Paris verkehrenden TGV-Züge. Zudem ist der Bahnhof Ausgangspunkt der Züge nach Le Pont–Le Brassus im Vallée de Joux, die bis Le Day die Gleise der Hauptstrecke aus Lausanne mitbenutzen. Bis zum Zweiten Weltkrieg bestand eine grenzüberschreitende Verbindung von Vallorbe nach Pontarlier.

## Geschichte

### Privatbahnen, Verstaatlichung

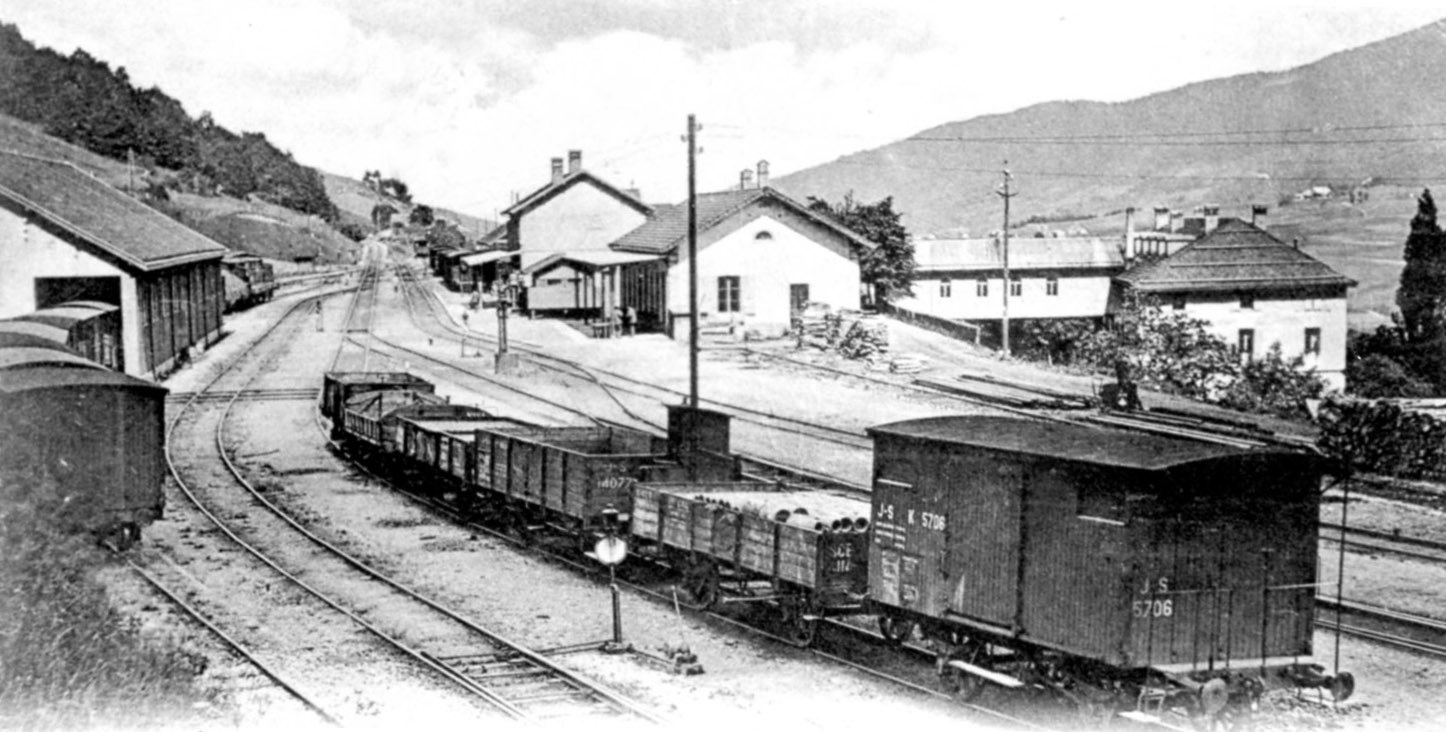
Bahnhof Vallorbe um die Jahrhundertwende, im Hintergrund die Strecken nach Pontarlier und Lausanne

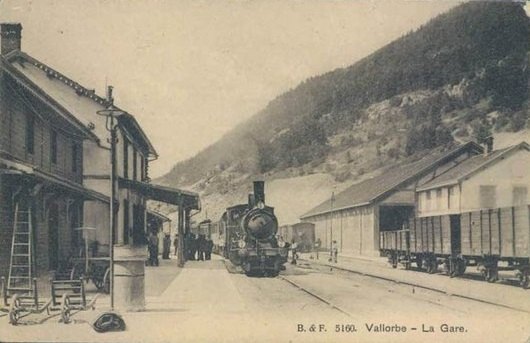
Abfahrbereiter Zug vor dem ersten Aufnahmegebäude

Als das Projekt eines Simplontunnels Gestalt annahm, brach eine Kontroverse über die Zufahrtslinien aus. Die Linienführung mit einem Tunnel durch den Col de Jougne bei Vallorbe setzte sich gegenüber einem Projekt über den Col de la Faucille nach Genf durch. Am 1. Juli 1870 erreichte die Chemin de fer de Jougne à Eclépens (JE, Jougne-Eclépens-Bahn) von Daillens bei Eclépens aus Vallorbe. Daillens liegt an der 1855 eröffneten Linie Morges–Bussigny–Yverdon. Wegen der geplanten Fortsetzung nach Frankreich kam der Bahnhof auf 806,9 Meter über Meer zu liegen, einige Dutzend Meter oberhalb der Ortschaft. Die Fortsetzung der Bahn nach Pontarlier wurde am 1. Juli 1875 eröffnet, wobei der Abschnitt bis Jougne der JE und die Fortsetzung nach Pontarlier der Paris–Lyon–Mittelmeerbahn (PLM) gehörte. Mit der Weiterführung der Bahn wurde aus dem Endbahnhof Vallorbe ein Kopfbahnhof. 1886 wurde die Linie nach Le Pont eröffnet, 1899 die Weiterführung nach Le Brassus.
In den ersten Jahrzehnten kam es zu mehreren Eigentümerwechseln. Am 20. Dezember 1876 übernahmen die Chemins de fer de la Suisse Occidentale (SO) die konkursite JE. Ab dem 28. Juni 1881 nannte sich die Eigentümerin des Bahnhofs Suisse-Occidentale–Simplon (SOS), die ihrerseits am 1. Januar 1890 durch Fusion mit der JBL zur Jura-Simplon-Bahn (JS) wurde. Am 1. Mai 1903 kam der Bahnhof Vallorbe im Rahmen der Verstaatlichung der grossen schweizerischen Privatbahnen in den Besitz der Schweizerischen Bundesbahnen (SBB), die den Simplontunnel im Jahre 1906 vollendeten. Mit der Eröffnung des Simplontunnels stieg der Verkehr in Vallorbe markant an.

### 20. Jahrhundert

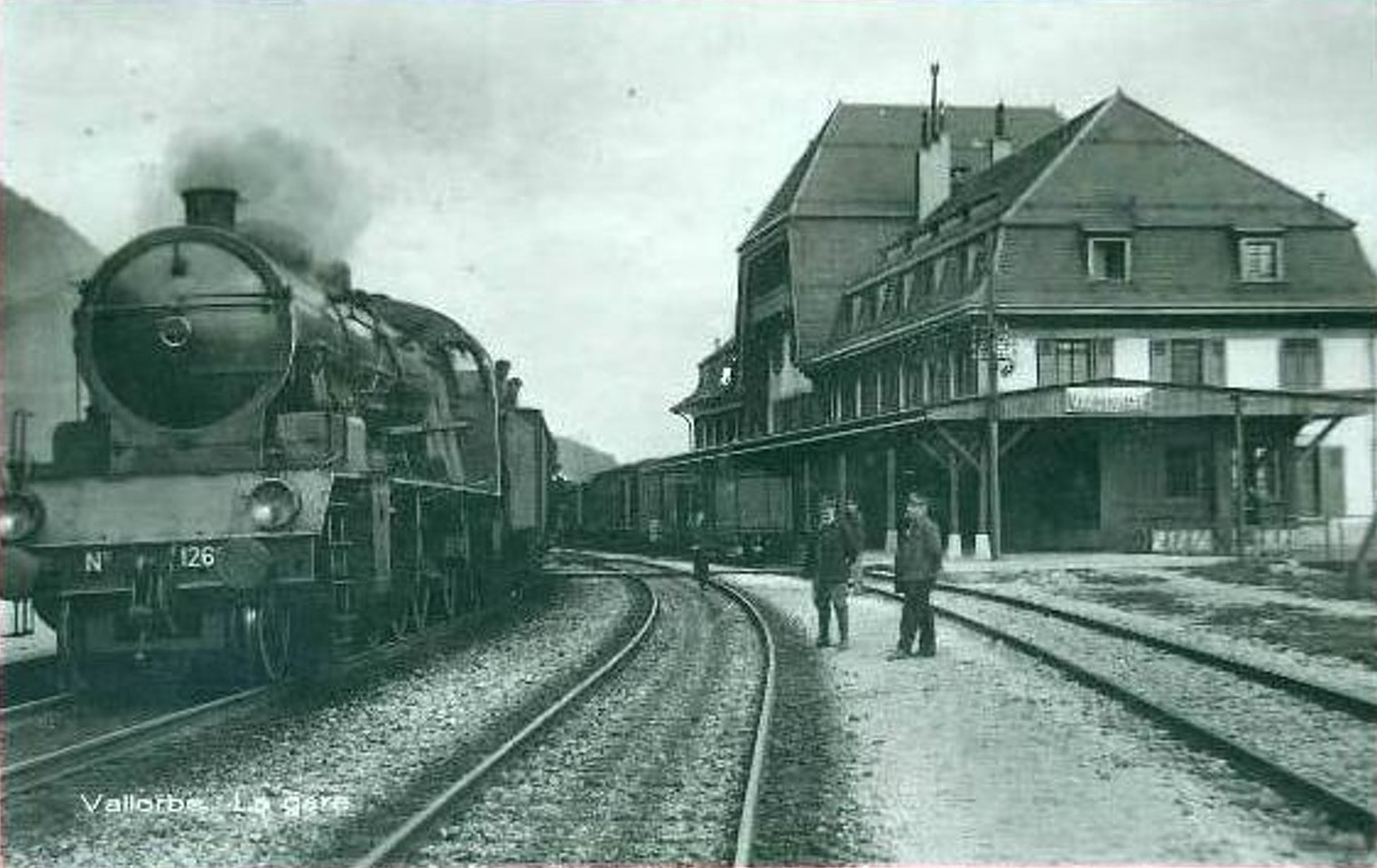
Zug mit einer französischen Dampflokomotive, kurz vor der Elektrifizierung des Bahnhofs durch die SBB

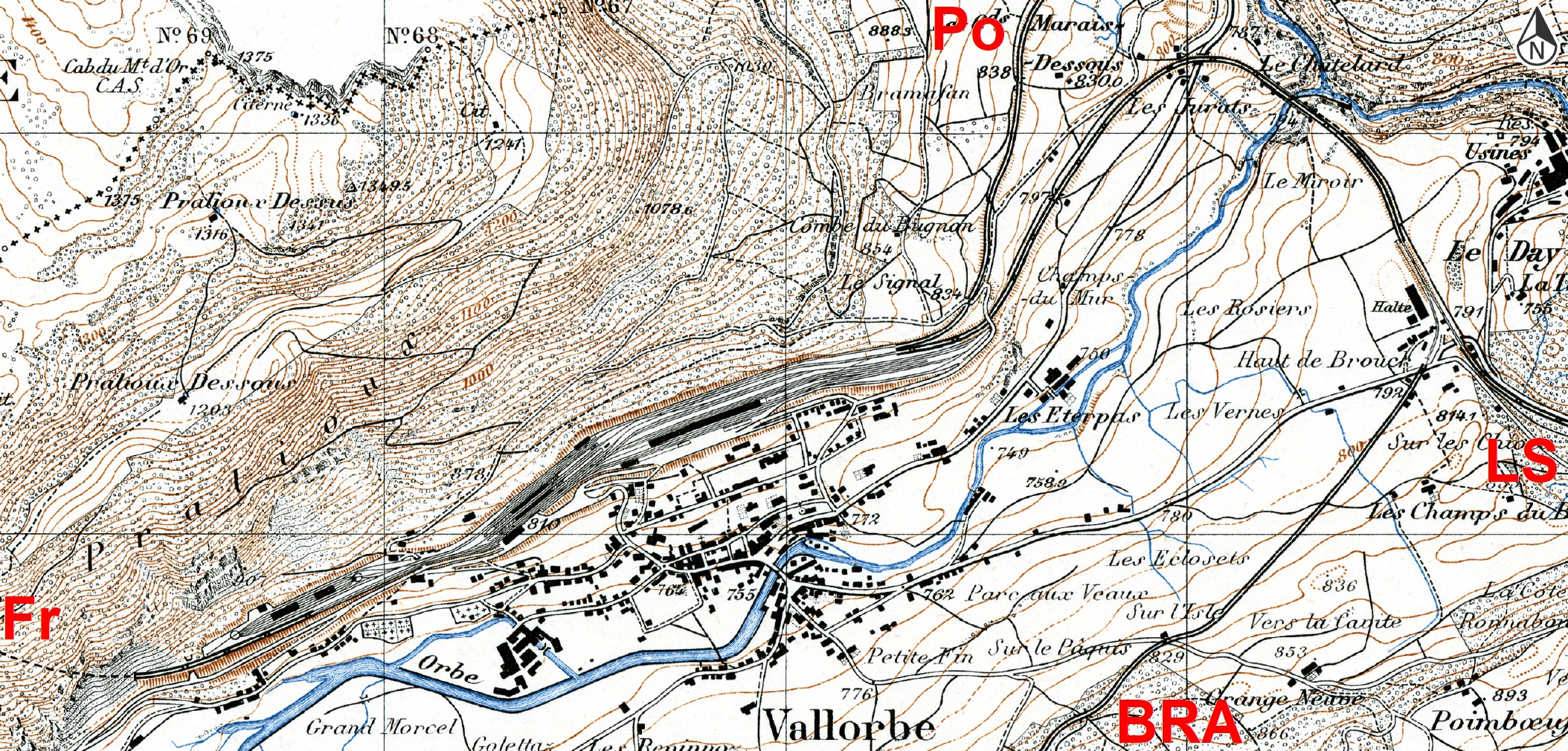
Bahnhöfe Vallorbe und Le Day (rechts) auf der Siegfriedkarte 1 : 25 000 aus dem Jahr 1934. Die Gleisanlagen haben sich, mit Ausnahme der 1942 abgebauten Strecke nach Pontarlier, nicht wesentlich verändert.
LS: SBB nach Lausanne
BRA: SBB/PBr nach Le Brassus
Fr: PLM (seit 1938 SNCF) nach Frasne
Po: PLM (ab 1938 SNCF) nach Pontarlier (bis
1939)

Am 18. Juni 1909 unterzeichneten die Schweiz und Frankreich einen Staatsvertrag über die Eröffnung einer kürzeren Verbindung zwischen Frasne und Vallorbe durch den Mont-d’Or-Tunnel. Es war notwendig, den Kopfbahnhof in einen Durchgangsbahnhof umzubauen, der den Zoll, französische Verwaltungsdienste wie die Post sowie ein grosses Lokomotivdepot und ein Bahnhofsbuffet umfasste. Der Bahnhof wurde 1913 dem Betrieb übergeben. Erwähnenswert ist, dass sich das Eidgenössische Militärdepartement zu dieser Zeit von der Eröffnung dieser internationalen Verbindung distanzierte. Am 15. Mai 1915, neun Jahre nach der Eröffnung des Simplontunnels, konnte die direkte Linie Frasne–Vallorbe durch den Mont-d’Or-Tunnel eröffnet werden.
Am 5. Juni 1925 erreichte der elektrische Fahrdraht der SBB mit 15'000 Volt 16 ⅔ Hertz Vallorbe. Der Wechsel der elektrischen SBB-Lokomotiven mit den französischen Dampflokomotiven wurde in Vallorbe während des Zweiten Weltkriegs eingestellt, denn der Mont-d’Or-Tunnel war vom Juli 1941 bis Ende 1944 zugemauert. Am 24. Januar 1945 konnte der Verkehr wiederaufgenommen werden.
Nach dem Ausbruch des Zweiten Weltkriegs wurde 1939 auch der Personenverkehr nach Pontarlier eingestellt und ein Jahr später der Güterverkehr. 1942 wurde die Strecke auf Schweizer Gebiet abgebrochen.
Seit dem 25. April 1958 verkehren auch die Züge der SNCF durch den Mont-d’Or-Tunnel elektrisch – mit dem französischen Wechselstromsystem 50 Kilovolt 50 Hertz. Vallorbe wurde somit zum Systemwechselbahnhof.

### Betrieb

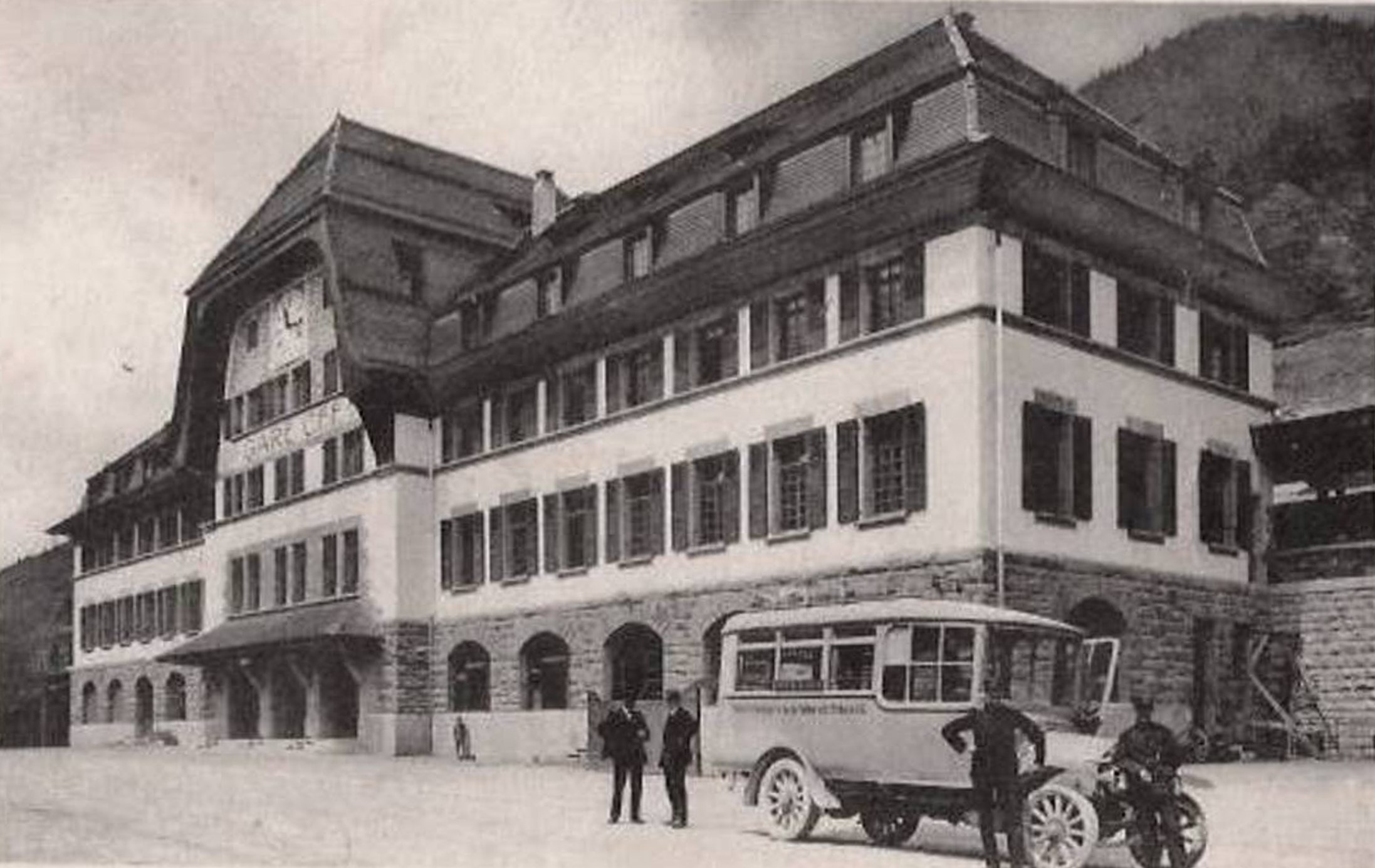
Aufnahmegebäude um 1920, davor ein Postauto

Ab 1906 fuhr der Simplon-Express, der Vorgänger des von 1919 bis 1977 verkehrenden Simplon-Orient-Express, über Vallorbe. Ab 1961 war der SBB RAe TEE II als TEE Cisalpin von Mailand über Lausanne nach Paris im Einsatz. Der Viersystemzug verkehrte ohne Triebfahrzeugwechsel von Italien nach Frankreich. Wegen zunehmender Fahrgastzahlen wurde der Cisalpin von 1974 bis 1984 mit lokomotivbespannten Zügen betrieben.
Von 1977 bis 1984 wurde der Bahnhof zudem vom Schnellzug «Jean-Jacques Rousseau» bedient, der zwischen Paris-Gare-de-Lyon und Genf-Cornavin verkehrte.

## Kulturelle Bedeutung
Der Bahnhof Vallorbe ist ein Kulturgut von nationaler Bedeutung. Bedeutend sind das Aufnahmegebäude, das schweizerische und das französische Zollgebäude, das Portal des Tunnel Mont d’Or und das Depot mit Bekohlungsanlage, Schlackengrube, Wasserkran und Drehscheibe. Das Aufnahmegebäude stammt von den Lausanner Architekten Jean Taillens und Charles Dubois.

## Betrieb

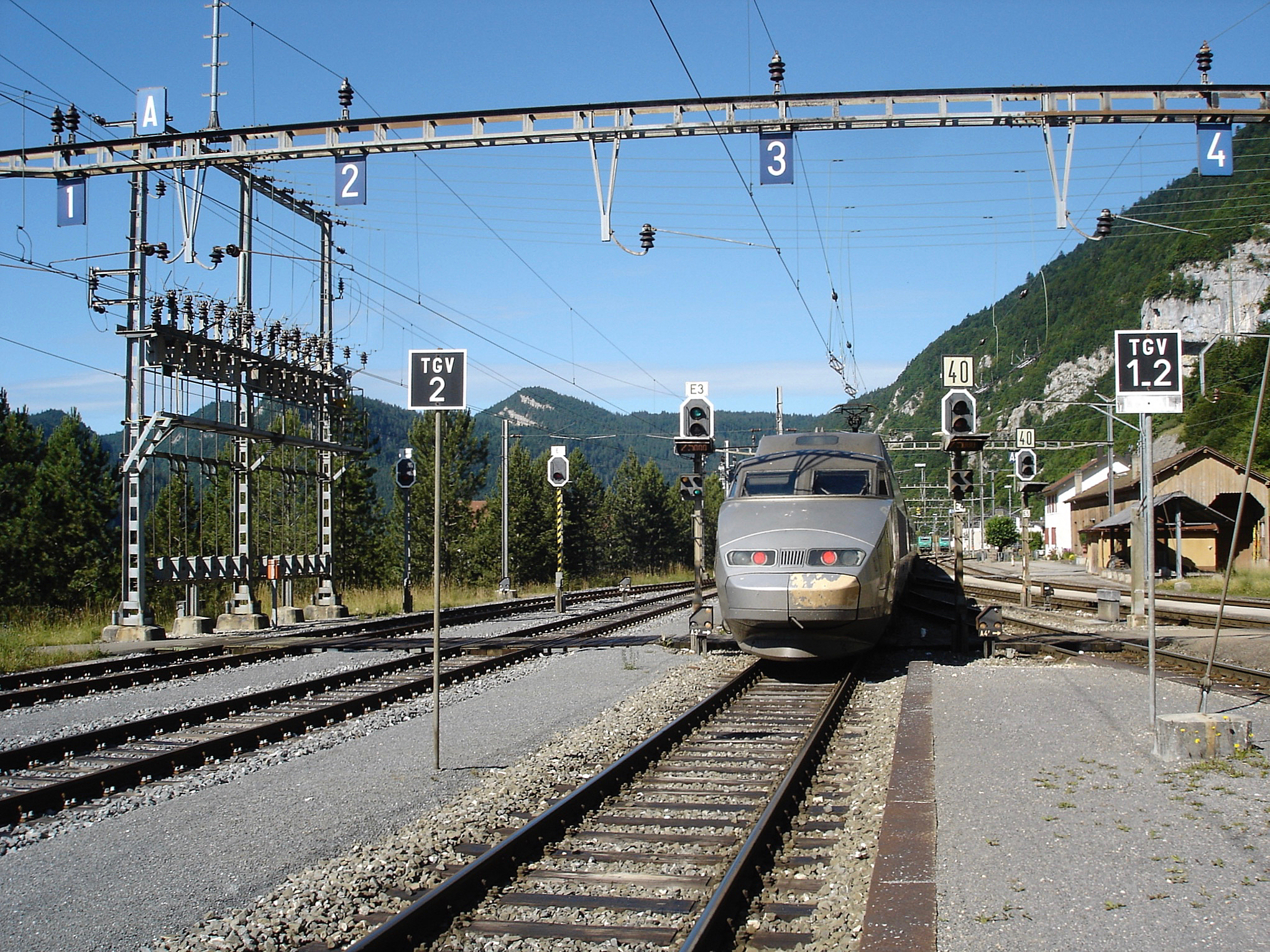
TGV im Bahnhof Vallorbe, Juli 2008

Der internationale Bahnhof Vallorbe ist Ausgangspunkt von Schweizer und SNCF-Zügen. Er verfügt über Einrichtungen für den Güterverkehr und ein Lokomotivdepot. Einige Gleise des Systemwechselbahnhofs sind von 15 kV 16,7 Hz auf 25 kV 50 Hz umschaltbar, damit sie von schweizerischen und französischen Triebfahrzeugen befahren werden können.
Seit 1984 wird Vallorbe von Dreisystem-TGV Lausanne–Paris bedient, die seit 2002 von Lyria betrieben werden.

### Fernverkehr
- Lausanne – Frasne – Paris Gare de Lyon   (TGV Lyria)

### Regionalverkehr

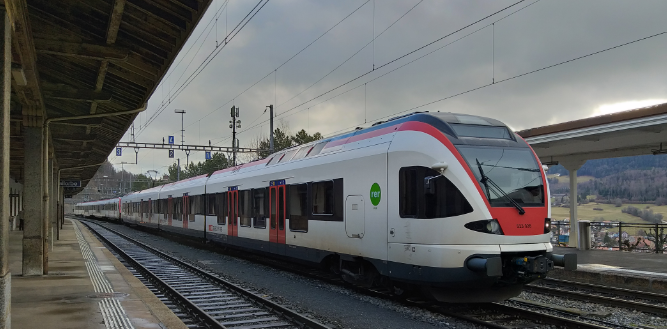
Zwei RABe 521 der RER-Vaud-Linie S2 am Endpunkt in Vallorbe

- R 3 Vallorbe – Cossonay – Renens – Lausanne – Vevey – Montreux – Villeneuve – Aigle – Bex (– St-Maurice)
- R 4 (Vallorbe)/Le Brassus – Le Day (Flügelung)– Cossonay – Renens – Lausanne – Vevey – Montreux – Villeneuve – Aigle – Bex (– St-Maurice)
- R Vallorbe – Le Brassus (Travys)
- TER Vallorbe – Frasne – Pontarlier (TER)
- SN Vallorbe – Cossonay – Renens – Lausanne – Vevey – Montreux – Villeneuve – Aigle – Bex – St-Maurice  (Nachtlinie)